# 鲁比山脊
鲁比山脊(Dorsa Rubey)是位于月球风暴洋中的一组皱岭，其中心月面坐标为10°00′S 42°00′W / 10.0°S 42.0°W，全长100公里，名称取自美国地质学家"威廉·瓦尔登·鲁比"(William Walden Rubey，1898年12月19日-1974年4月12日)，1976年国际天文联合会在法国格勒诺布尔召开的大会上，该名称与其它众多月球地名一道被正式批准接受。